# Rudolf Montecuccoli
Rudolf hrabě Montecuccoli degli Erri (německy Rudolf Ludwig Raimund Heinrich Alfons Graf von Montecucoli degli Erri, italsky Rodolfo Luigi Raimondo Enrico conte Montecuccoli degli Erri) (22. února 1843 Modena – 16. května 1922 Baden) byl rakousko-uherský admirál ze staré italské šlechty. V c. k. námořnictvu sloužil od roku 1859 a zúčastnil se několika válečných tažení. V hodnosti kontradmirála (1897) velel rakousko-uherské eskadře během boxerského povstání v Číně. V letech 1904–1913 byl vrchním velitelem rakousko-uherského námořnictva a zasloužil se o jeho modernizaci. 

## Biografie

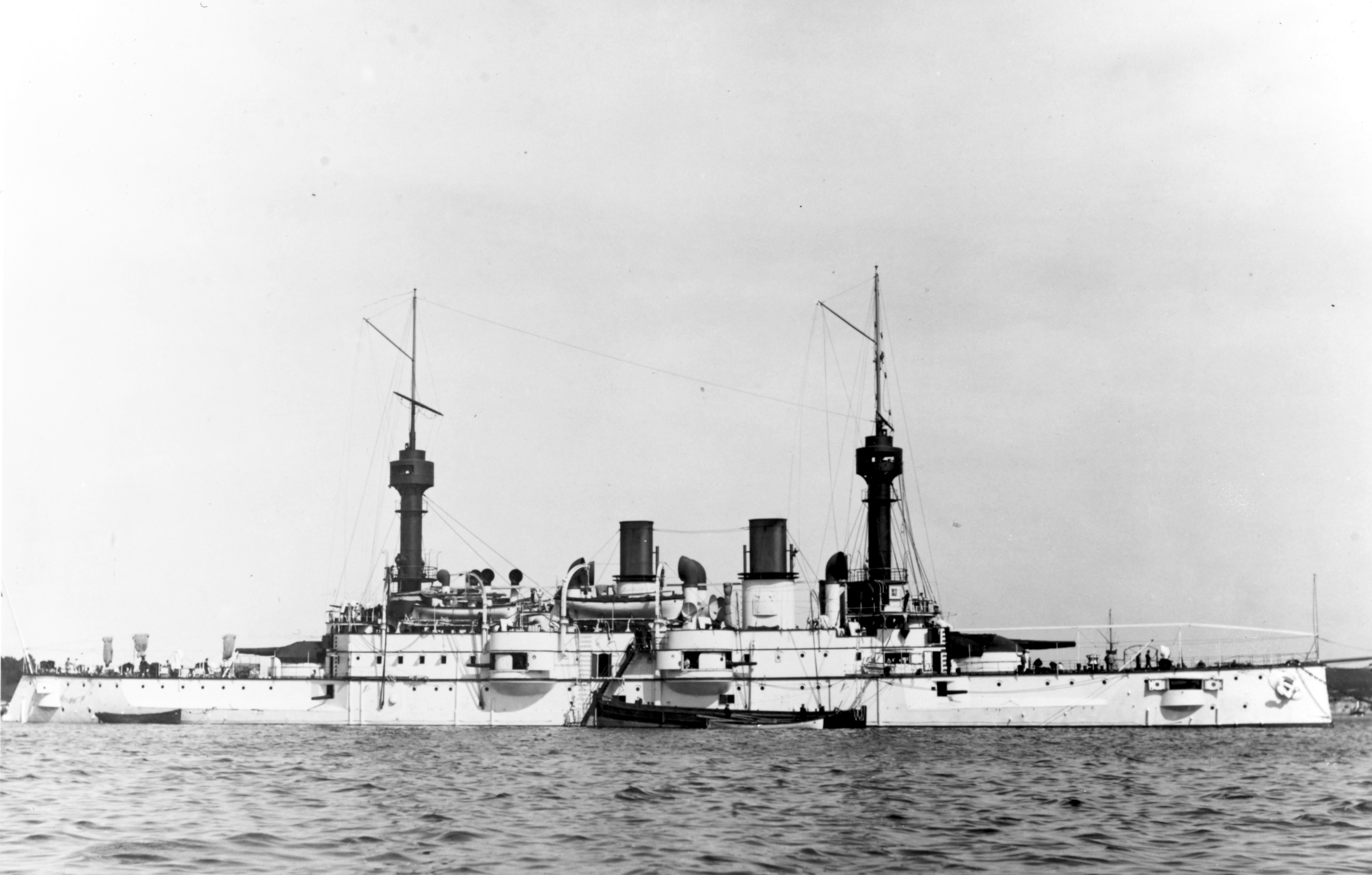
Křižník SMS Kaiserin und Königin Maria Theresia, vlajková loď admirála Montecocculiho v boxerském povstání v Číně

Pocházel ze starého italského šlechtického rodu Montecuccoliů usazeného v habsburské monarchie, patřil k mladší modenské linii Montecuccoli degli Erri s titulem markýzů de Polignano. Narodil se v Modeně jako třetí syn c. k. podplukovníka hraběte Aloise Montecuccoliho (1800–1852) a jeho manželky Karoliny, rozené baronky Puthonové (1813–1861). Po absolvování námořní akademie byl zařazen do aktivní služby jako kadet v roce 1859 během války se Sardinií, po níž byla jeho rodná Modena jako bývalá habsburská sekundogenitura začleněna do nově vzniklého Italského království. Montecuccoli nadále sloužil u rakouského a rakousko-uherského námořnictva a za další války s Itálií bojoval v bitvě u Visu (1866). V roce 1871 byl povýšen do hodnosti poručíka a sloužil na různých lodích. Jako námořní důstojník se v roce 1878 podílel na okupaci Bosny a Hercegoviny. V roce 1887 byl povýšen do hodnosti korvetního kapitána a působil jako přednosta 4. oddělení námořní sekce na ministerstvu války. Dne 1. listopadu 1892 získal hodnost fregatního kapitána. a od roku 1895 byl zástupcem velitele námořního arzenálu.

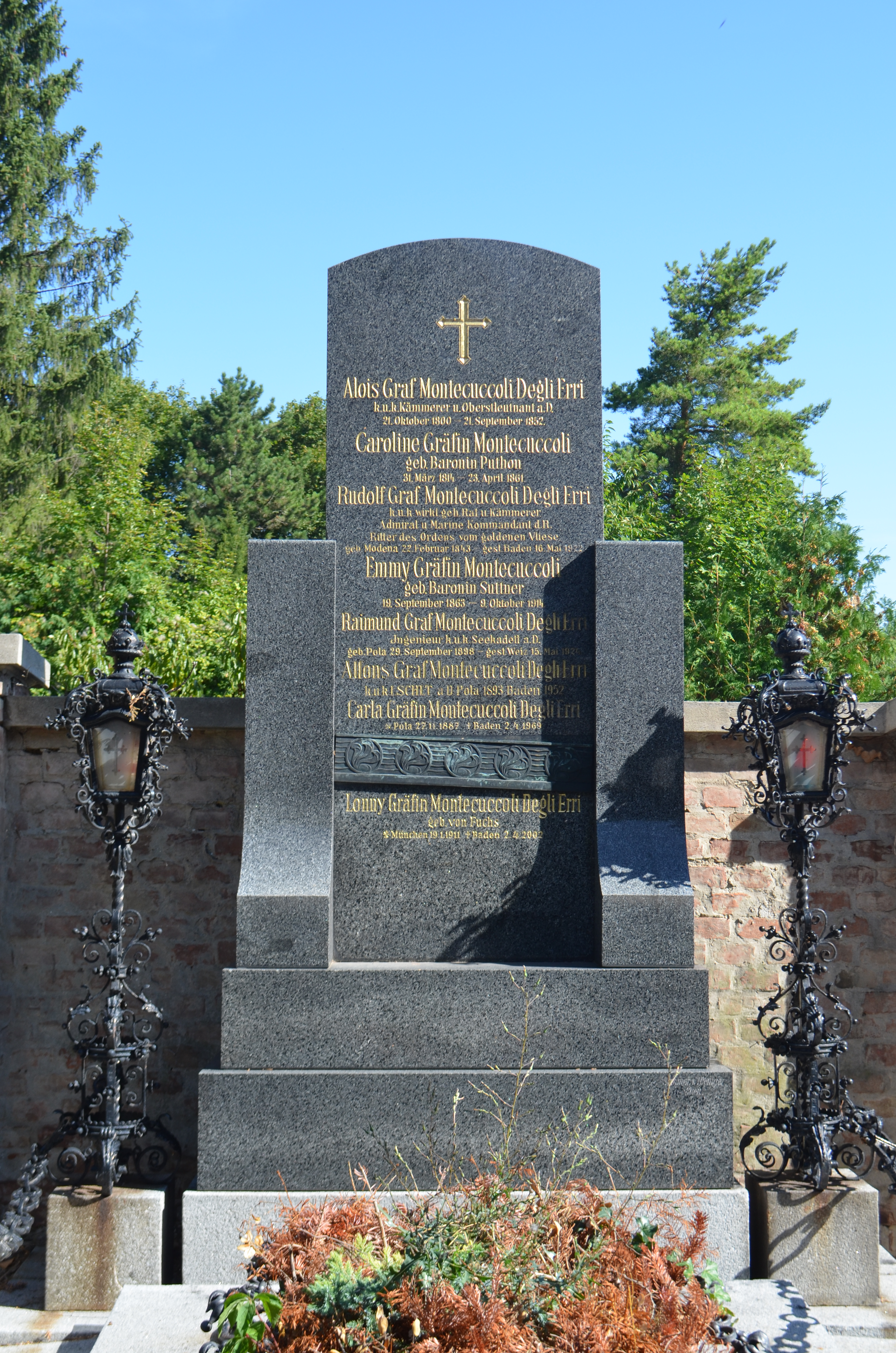
Hrobka rodiny Montecuccoli v Baden u Vídně

K datu 1. listopadu 1897 byl povýšen do hodnosti kontradmirála a stal se velitelem námořního arzenálu v přístavu Pula. Když během boxerského povstání v Číně došlo k vraždám evropských civilistů, byl jmenován velitelem tzv. Východoasijské eskadry v rámci mezinárodních expedičních sil vypravených k čínským břehům. K ochraně rakousko-uherských zájmů v Číně byl jmenován na návrh ministra zahraničí Agenora Gołuchowského. Montecuccoli se do Číny vypravil na křižníku SMS Kaiserin und Königin Maria Theresia. Součástí jeho eskadry byly dále křižníky SMS Kaiserin Elisabeth, SMS Zenta a SMS Aspern. V Číně způsobil rozruch, když se se svými loděmi vydal proti proudu řeky Jang-c’-ťiang až do provincie Chan-kchou, protože to byl jediný případ, kdy velká zahraniční plavidla pronikla tak hluboko do čínského vnitrozemí. Po návratu do Evropy byl prezidentem Námořně-technické komisea po penzionování admirála Hermanna von Spaun se v roce 1904 stal vrchním velitelem rakousko-uherského námořnictva a šéfem námořní sekce ministerstva války., mezitím byl v roce 1903 povýšen do hodnosti viceadmirála. K datu 1. května 1905 získal hodnost admirála. Zasadil se o modernizaci rakousko-uherské floty, především stavbou prvních dreadnoughtů, modernizací torpédoborců, torpédových člunů a zařazením prvních ponorek do loďstva. Dne 22. února 1913, v den svých 70. narozenin, rezignoval na všechny své funkce a odešel do výslužby. Formálně byl penzionován k datu 1. března 1913.
Zbytek života strávil v soukromí v Badenu u Vídně, kde zemřel 16. května 1922 ve věku 79 let a spolu se svými rodiči je pohřben na hřbitově Helenenfriedhof.

## Rodina
V roce 1885 se ve Vídni oženil s Emilií von Suttner (1863–1914), dcerou barona Gustava Suttnera (1826–1900), majitele velkostatků v Dolním Rakousku, dlouholetého poslance dolnorakouského zemského sněmu a říšské rady. Z manželství se narodily tři děti, dcera Karla (1887-–1969) byla čestnou dámu Ústavu šlechtičen v Brně. Synové Alfons (1893–1952) a Raimund (1898–1924) sloužili za první světové války u c. k. námořnictva.
Rudolf měl tři bratry, nejmladší Alfons (1844–1920) sloužil v c. k. armádě a dosáhl hodnosti generálmajora.

## Tituly a ocenění
Jako příslušník starého šlechtického rodu byl v roce 1877 jmenován c. k. komořím a ve funkci vrchního velitele rakousko-uherského loďstva obdržel v roce 1904 titul c. k. tajného rady s nárokem na oslovení Excelence. Během služby u námořnictva získal řadu vyznamenání v Rakousku-Uhersku i v zahraničí, nejvyššího ocenění dosáhl v roce 1911 jako rytíř Řádu zlatého rouna.

### Rakousko-Uhersko
- Řád železné koruny III. třídy (1898)
- Jubilejní pamětní medaile (1898)
- Řád železné koruny II. třídy (1901)
- velkokříž Leopoldova řádu (1908)
- Vojenský jubilejní kříž (1908)
- Řád zlatého rouna (1911)
- velkokříž Královského uherského řádu svatého Štěpána (1913)[pozn. 1][25]

### Zahraničí
- Řád svaté Anny I. třídy (Rusko)
- Řád sv. Stanislava I. třídy (Rusko)
- velkokříž Viktoriina řádu (Spojené království)[pozn. 2][26]
- Řád červené orlice I. třídy (Německo)
- Řád pruské koruny I. třídy (Německo)
- Řád vycházejícího slunce I. třídy (Japonsko)
- Řád posvátného pokladu I. třídy (Japonsko)[pozn. 3][27]
- velkokříž Řádu Karla III. (Španělsko)
- velkokříž Řádu knížete Danila I. (Černá Hora)
- komandér Řádu rumunské koruny (Rumunsko)
- komandér Řádu sv. Mořice a Lazara (Itálie)